# Ezequiel Ponce
Ezequiel Ponce (Rosario, 29 maart 1997) is een Argentijns voetballer die doorgaans als aanvaller speelt. Hij verruilde AS Roma in juli 2019 voor Spartak Moskou.

## Clubcarrière
Ponce stroomde in 2013 door uit de jeugd van Newell's Old Boys. Hiervoor maakte hij op 5 oktober 2013 zijn debuut in de Argentijnse Primera División, uit tegen Quilmes AC. Newell's Old Boys won met 0-2 dankzij doelpunten van Diego Mateo en Maxi Rodríguez. Ponce maakte op 16 maart 2014 zijn eerste competitiedoelpunt, thuis tegen Racing Club. David Trezeguet maakte het tweede doelpunt in de met 2-0 gewonnen wedstrijd. In zijn debuutseizoen scoorde hij vier keer in zeventien competitiewedstrijden.
AS Roma nam Ponce in januari 2015 over van Newell's Old Boys, maar haalde hem niet meteen naar Italië. In plaats daarvan liet de Italiaanse club hem nog tot januari 2016 bij de club waar hij doorstroomde uit de jeugd. Roma verhuurde hem vervolgens aan achtereenvolgens Granada CF, Lille OSC en AEK Athene voor de club hem in juli 2019 definitief liet vertrekken naar Spartak Moskou, zonder dat hij één keer in het eerste elftal van de Italiaanse club speelde.

## Clubstatistieken
| Seizoen | Club                | Competitie       | Wedstrijden | Doelpunten |
| ------- | ------------------- | ---------------- | ----------- | ---------- |
| 2013/14 | Newell's Old Boys   | Primera División | 17          | 4          |
| 2014    | Newell's Old Boys   | Primera División | 1           | 0          |
| 2014/15 | AS Roma             | Serie A          | –           | –          |
| 2015    | → Newell's Old Boys | Primera División | 9           | 1          |
| 2015/16 | AS Roma             | Serie A          | 0           | 0          |
| 2016/17 | → Granada CF        | Primera División | 25          | 2          |
| 2017/18 | → Lille OSC         | Ligue 1          | 28          | 2          |
| 2018/19 | → AEK Athene        | Super League     | 27          | 16         |

2 Reabciuk ·
4 Duarte ·
5 Klassen ·
6 Babić ·
7 Sobolev ·
8 Moses ·
10 Promes ·
13 Lajkin ·
14 Dzjikija  ·
17 Zinkovsky ·
18 Oemjarov ·
19 Medina ·
22 Ignatov ·
23 Tsjernov ·
25 Proetsev ·
35 Martins ·
39 Maslov ·
47 Zobnin ·
57 Selichov ·
68 Litvinov ·
70 Meljosjin ·
77 Bongonda ·
82 Chloesevitsj ·
88 Svinov ·
97 Denisov ·
98 Maksimenko ·
Coach: Abascal